# Robert Domergue
Robert Domergue (Cannes, 25 de noviembre de 1921-ibídem, 23 de enero de 2014) fue un entrenador y jugador de fútbol francés que jugaba en la demarcación de centrocampista.

## Biografía
Robert Domergue debutó como futbolista en 1939 a los 18 años de edad con el AS Cannes. Con el club llegó a ser subcampeón de Francia en 1944. Tras ocho años jugando para el club, y con 26 años de edad, Domergue se retiró como futbolista debido a una lesión. Después de tres años, se convertitió en el entrenador del Olympique Alès, donde entrenó tres años, siendo este el primer club de una larga lista de equipos a los que entrenó como el Valenciennes FC, a la selección de fútbol de Francia como entrenador asistente, al Olympique de Marsella, ES de Tunis tunecino, al AS Monaco FC, de nuevo al Valenciennes FC con el que ganó una Ligue 2, al Racing Estrasburgo, AS Cannes, y finalmente al USL Dunkerque, último club al que entrenó, siendo 1984 la fecha en la que se retiró como entrenador. Durante su etapa como entrenador llegó a dirigir durante 1046 partidos, convirtiéndose así en el segundo entrenador con más partidos dirigidos tras Guy Roux con 1098 partidos.
Robert Domergue falleció el 23 de enero de 2014 a los 92 años de edad.

## Clubes

### Como futbolista
| Club      | País    | Año       |
| --------- | ------- | --------- |
| AS Cannes | Francia | 1939-1947 |

### Como entrenador
| Club                  | País    | Año       |
| --------------------- | ------- | --------- |
| Olympique Alès        | Francia | 1950-1953 |
| Valenciennes FC       | Francia | 1953-1966 |
| Olympique de Marsella | Francia | 1966-1968 |
| ES de Tunis           | Túnez   | 1968-1969 |
| AS Monaco FC          | Francia | 1969-1970 |
| Valenciennes FC       | Francia | 1970-1972 |
| Racing Estrasburgo    | Francia | 1973-1974 |
| AS Cannes             | Francia | 1976-1981 |
| USL Dunkerque         | Francia | 1981-1984 |

## Palmarés

### Campeonatos nacionales
| Título  | Club            | País    | Año  |
| ------- | --------------- | ------- | ---- |
| Ligue 2 | Valenciennes FC | Francia | 1972 |